# Dni Antropologii

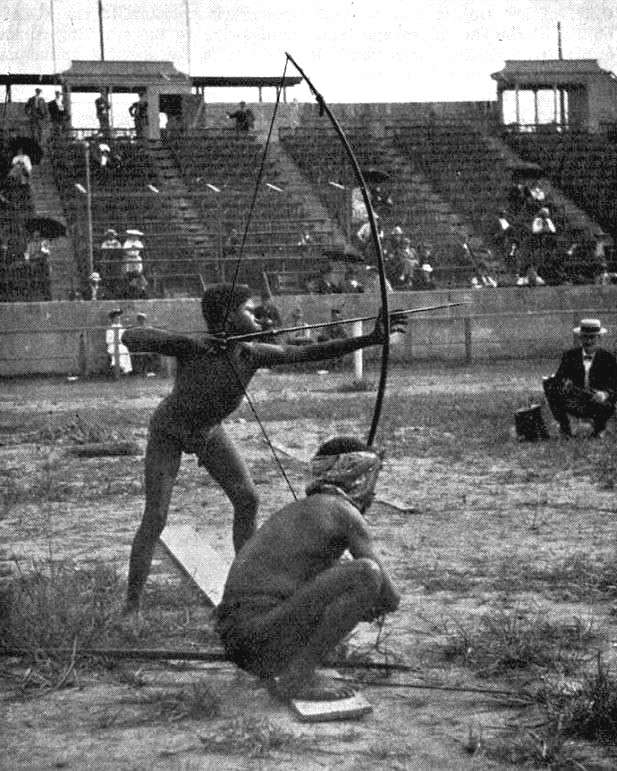
Zawody w łucznictwie podczas Dni Antropologii

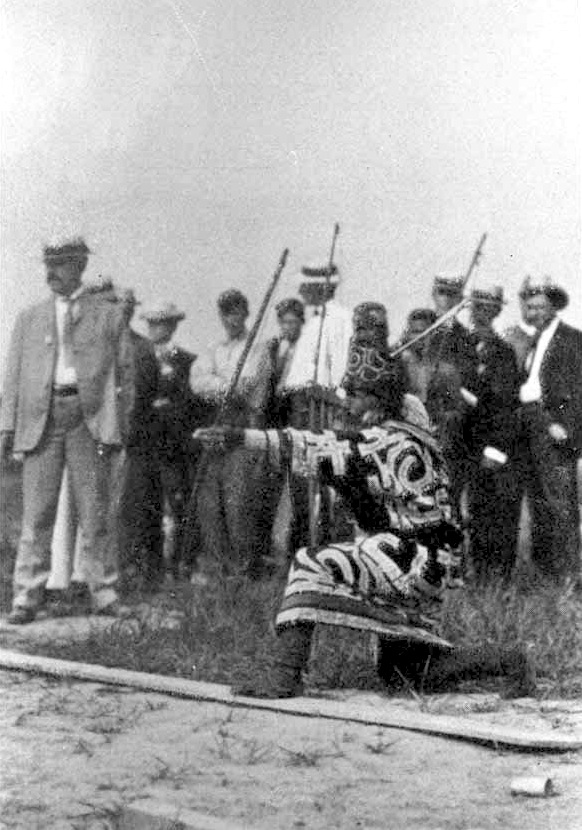
Łucznik ajnoski uczestniczący w zawodach

Dni Antropologii (ang. Anthropology Days), zwyczajowo zwane także Olimpiadą Dzikusów – kontrowersyjne zawody sportowe rozegrane w przededniu Letnich Igrzysk Olimpijskich 1904 w amerykańskim mieście Saint Louis, w stanie Missouri. Celem organizatorów imprezy było ukazanie wyższości rasy białej nad pozostałymi rasami.

## Historia
Pomysłodawcami rozegrania zawodów dla „niższych ras i nacji” byli: dyrektor igrzysk James Edward Sullivan i antropolog William John McGee. Zawody przeprowadzone w dniach 12–13 sierpnia 1904 miały stanowić „zabawne preludium do normalnych igrzysk”. Do zawodów zwerbowano zatrudnionych przy wystawie światowej (igrzyska były imprezą towarzyszącą wystawie) robotników pochodzących z takich mniejszości etnicznych, jak Indianie, Pigmeje z Afryki Środkowej, Patagończycy, Kokopani z Meksyku, Ajnowie z Japonii, Negryci i Turcy. Zwycięzców zawodów nie umieszczono w oficjalnym wykazie medalistów olimpijskich.

### Pierwszy dzień
Pierwszy dzień obejmował „europejskie” konkurencje: pchnięcie kulą, skok wzwyż, skok w dal, bieg na milę i inne. Konkurencje zostały zorganizowane naprędce, a uczestników nie poinstruowano jak mają w nich rywalizować. Przykładowo: do konkurencji rzutu około 26 kilogramowym ciężarkiem zgłosiło się tylko trzech zawodników, z których wszyscy odmówili wykonania drugiej przewidzianej przepisami próby rzutów. Skok wzwyż wprawił uczestników w zakłopotanie. Bieg na 100 jardów także był problematyczny: przy tak dużej mozaice językowej, uczestnicy nie rozumieli co oznacza wystrzał z pistoletu startowego. Ci którzy wystartowali albo zatrzymywali się krótko po starcie albo przebiegali pod taśmą oznaczającą metę i biegli dalej.

### Drugi dzień
Kolejny dzień zawodów obejmował konkurencje „bardziej przyjazne dla dzikusów” jak określili to organizatorzy. Rywalizowano w konkurencjach takich jak: wspinaczka na pal, łucznictwo, demonstracyjne sztuki walki, mecz lacrosse pomiędzy indiańskimi plemionami Mohawków i Seneków, rzucanie błotem, rzut oszczepem i inne. Organizatorzy zawodów myśląc, że ludy rzucające drewnianymi oszczepami będą sobie dobrze radzić, byli zszokowani widząc, jak większość uczestników miała kłopoty z prawidłowym posługiwaniem się oszczepem.

### Podsumowanie i reakcje
Po zakończeniu zawodów Sullivan stwierdził, że jego Dni Antropologii zadały kłam istnieniu mitycznego „szlachetnego dzikusa” – doskonałego atlety, którego naturalna siła i umiejętności biorą się ze zwykłego, prostego życia na wolnym powietrzu. Dni Antropologii były jawnym przykładem rasizmu i segregacji rasowej, będąc zaprzeczeniem zasad zapisanych w Karcie Olimpijskiej. Spotkały się one jedynie z mocno spóźnionym i czysto symbolicznym protestem Międzynarodowego Komitetu Olimpijskiego.